# Olympiade d'échecs de 1933
L'Olympiade d'échecs de 1933 est une compétition mondiale par équipes et par pays organisée par la FIDE. Les pays s'affrontent sur 4 échiquiers. 
Cette 5e Olympiade s'est déroulée du 12 au 23 juin 1933 à Folkestone, en Angleterre.
Les points ne sont pas attribués au regard des résultats des matches inter-nations, mais en fonction des résultats individuels sur chaque échiquier (un point par partie gagnée, un demi-point pour une nulle, zéro point pour une défaite).

## Tournoi masculin

### Contexte
Il était prévu d'organiser une olympiade en 1932 en Espagne. Elle fut annulée pour des raisons financières. Les États-Unis, qui organisaient la même année les Jeux olympiques d'été à Los Angeles, proposèrent Chicago. Mais cette solution de repli ne fut pas retenue.
L'Olympiade de Folkestone réunit 16 nations. Il s'agit de la plus faible participation pour une olympiade (l'équipe d'Estonie renonça au dernier moment). Hitler n'autorisa pas l'équipe d'Allemagne à se déplacer. Il y avait deux équipes d'outre-manche : à la Grande-Bretagne composée de joueurs anglais, mais qui gardait cette appellation, s'ajoutait l'Écosse, qui finit à la dernière place.
La compétition se déroule en poule unique, toutes rondes.

### Résultats
| Rang | Équipe             | Points de parties | Points de matchs | Matchsgagnés | Matchsnuls | Matchsperdus | Composition de l'équipe                                     |
| ---- | ------------------ | ----------------- | ---------------- | ------------ | ---------- | ------------ | ----------------------------------------------------------- |
| 1er  | États-Unis         | 39                | 23               | 11           | 1          | 2            | I. Kashdan, F. Marshall, R. Fine, A. Dake, A. Simonson.     |
| 2e   | Tchécoslovaquie    | 37,5              | 22               | 10           | 2          | 2            | S. Flohr, K. Treybal, J. Rejfíř, K. Opočenský, K. Skalicka. |
| 3e   | Suède              | 34                | 20               | 9            | 2          | 3            | Ståhlberg, Stoltz, Lundin, Berndsson-Kulberg.               |
| 4e   | Pologne            | 34                | 20               | 8            | 4          | 2            | Tartakower, Frydman, Regedziński, Appel, Makarczyk          |
| 5e   | Royaume de Hongrie | 34                | 18               | 8            | 2          | 4            | Maróczy, L.Steiner, Vajda, Havasi, Lilienthal               |
| 6e   | Autriche           | 33,5              | 21               | 9            | 3          | 2            | Grünfeld, Eliskases, Glass, Müller, Igel                    |
| 7e   | Lituanie           | 30,5              | 18               | 7            | 4          | 1            | Mikėnas, Vaitonis, Vistaneckis, Luckis, Abramavičius        |
| 8e   | France             | 28                | 14               | 7            | 0          | 7            | A. Alekhine, L. Betbeder, Kahn, Duchamp, Voisin             |
| 9e   | Lettonie           | 27,5              | 15               | 7            | 1          | 6            | F. Apšenieks, V. Petrovs, Feigins, Hasenfuss                |

Les États-Unis s'imposent pour la deuxième fois avec une grande marge, prenant la tête dès la première ronde et menant de bout en bout (ils avaient même 5 points d'avance à l'issue de la 7e ronde). Lors de l'avant-dernière ronde, ils subirent leur première défaite contre la Suède. Avant la dernière ronde, ils n'avaient plus que 2,5  points d'avance sur l'équipe de Tchécoslovaquie. Le résultat fut décidé par le match entre les États-Unis (37,5) et la Tchécoslovaquie (35) qui s'affrontaient dans la dernière ronde. Les tchécoslovaques devaient gagner 3,5 à 0,5 pour remporter le tournoi. Ils ne gagnèrent que 2,5 à 1,5 alors que Karel Treybal perdit une partie contre Marshall où il avait l'avantage.
La Suède (20 points de matchs et 9 victoires), la Pologne (20 points de matchs et 8 victoires) et la Hongrie (18 points de matchs) sont classées en fonction des résultats des points des matchs entre nations. La Suède n'utilisait que quatre joueurs. 
Le départage Buchholz ne s'imposera que lorsque les tournois seront organisés avec le système suisse. L'Autriche finit sixième bien qu'elle eût plus de points de matchs que les équipes classées troisième à cinquième.
La France se classe 8e avec 28 points.
Pour la France jouaient : Alekhine, Betbeder, Kahn, Marcel Duchamp, Voisin.

### Résultats individuels
La France, obtint le meilleur résultat sur le premier échiquier : 79 % (Alekhine médaille d'or devant Kashdan ) et le deuxième résultat au deuxième échiquier (Betbeder médaille d'argent derrière Marshall).